# Newyorský záliv

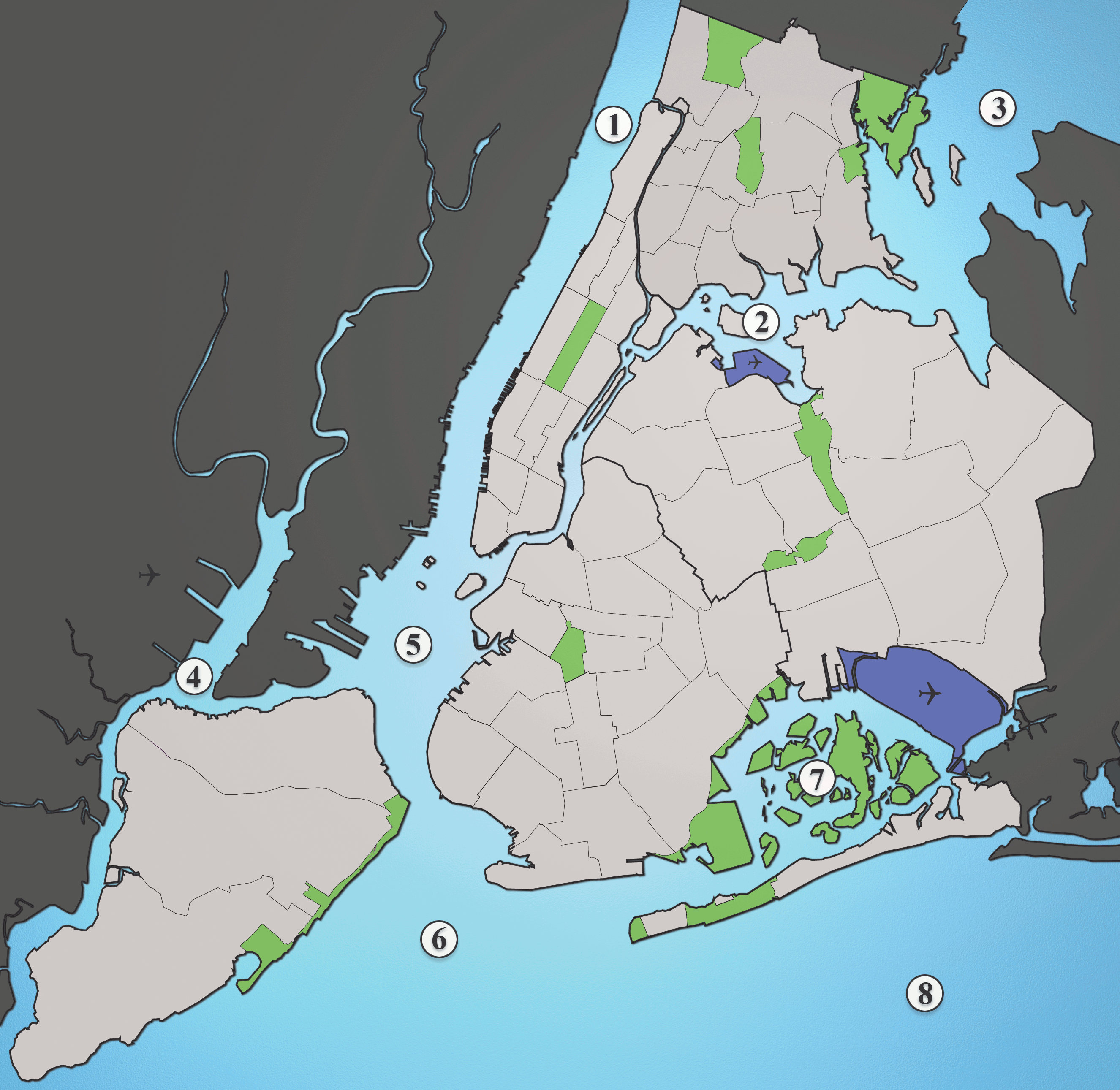
Hlavní vodní cesty v New Yorku: 1. řeka Hudson, 2. řeka East River, 3. Long Island Sound, 4. zátoka Newark Bay, 5. Horní newyorský záliv, 6. Dolní newyorský záliv, 7. Jamajský záliv, 8. Atlantský oceán

Newyorský záliv (anglicky New York Bay) je vodní plocha u jižní části amerického města New York, kde se řeka Hudson, tekoucí od severu, vlévá do Atlantského oceánu.

## Geografie
Newyorský záliv tvoří dvě velké části, které spojuje průliv Narrows. Severnější část u ústí Hudsonu je Horní newyorský záliv (Upper New York Bay), který je i důležitou součástí přístavů New York a New Jersey. Horní záliv obklopují newyorské části Manhattan, Brooklyn, Staten Island a města Jersey City a Bayonne ve státě New Jersey.
V Horním newyorském zálivu je několik ostrovů:
- největším je Governors Island, bývalá vojenská základna s bastionovou pevností Fort Jay; nyní je to historické místo s parkem,
- Liberty Island je malý neobydlený ostrov, známý jako místo, kde se nachází Socha svobody,
- Ellis Island je známý jako bývalá imigrační stanice (v letech 1892–1954),
- v Horním zálivu je také ostrůvek s majákem Robbins Reef Light.

Známou atrakcí je přívoz Staten Island Ferry, spojující přes Horní záliv Manhattan a Staten Island.
Jižnější částí Newyorského zálivu mezi průlivem Narrows a Atlantským oceánem je Dolní newyorský záliv (Lower New York Bay). Má zhruba trojúhelníkový tvar, leží mezi čtvrtí Staten Island, ostrovem Long Island a pevninou státu New Jersey na jižní straně. V Dolním newyorském zálivu jsou dva umělé ostrovy, které jsou veřejnosti nepřístupné: Hoffman Island a nedaleký menší Swinburne Island.
Průliv Narrows, který obě části Newyorského zálivu spojuje, je hlavním odtokem Hudsonu do Atlantského oceánu a také hlavním vstupem do přístavů New York a New Jersey. V roce 1964 byl přes průliv Narrows postaven visutý most Verrazano-Narrows Bridge s dvoupatrovou mostovkou, který spojuje newyorské městské části Staten Island a Brooklyn. Most byl v době svého vzniku nejdelším visutým mostem na světě a stále je nejdelším visutým mostem ve Spojených státech.

## Historie
Prvním Evropanem, který objevil Newyorský záliv a proplul průlivem Narrows, byl 17. dubna 1524 italský mořeplavec Giovanni da Verrazzano ve službách francouzského krále Františka I. Francouzského. Zálivu dal tehdy jméno New Angoulême na počest krále, který byl také hrabětem z Angoulême.

## Galerie

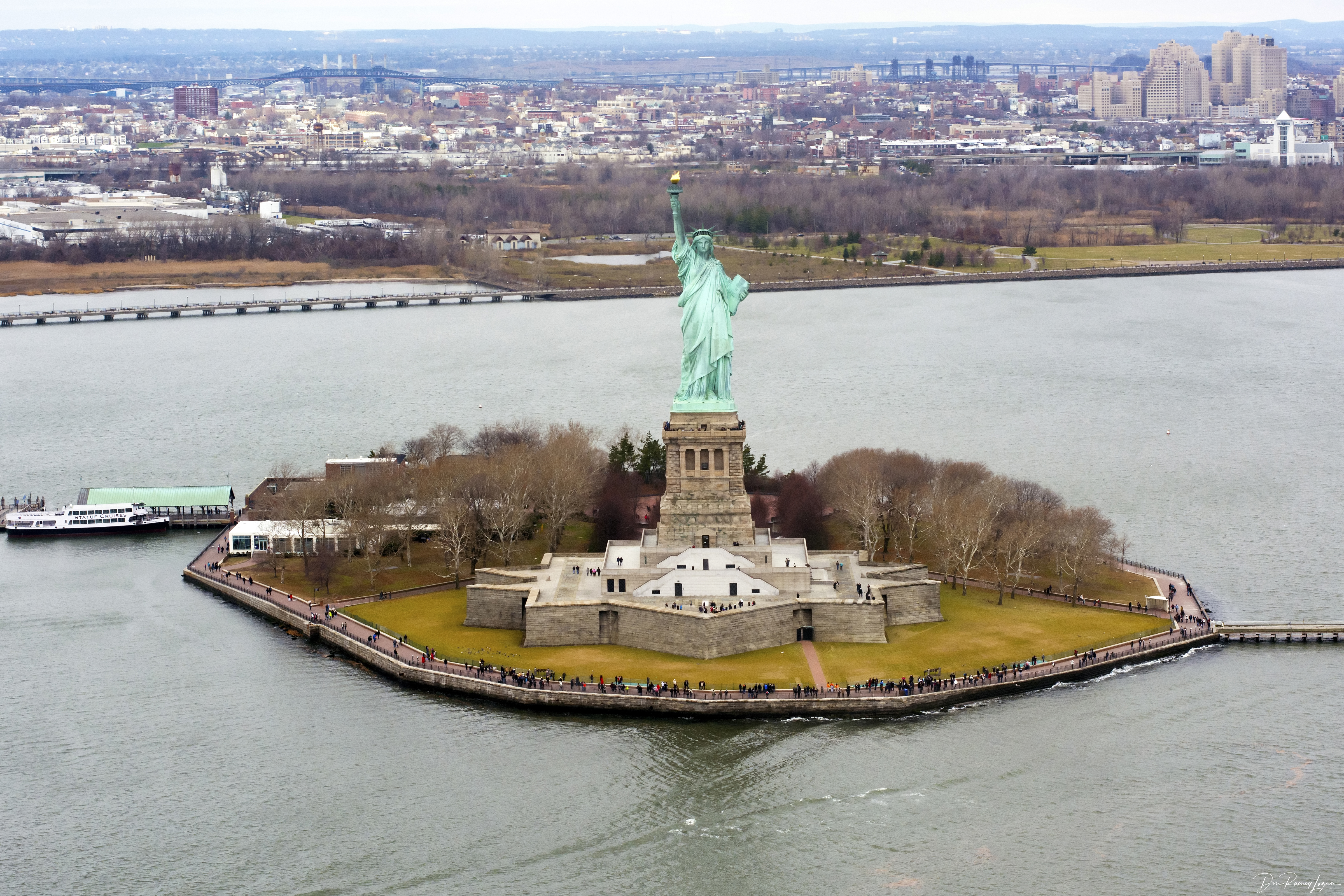
Ostrov Svobody
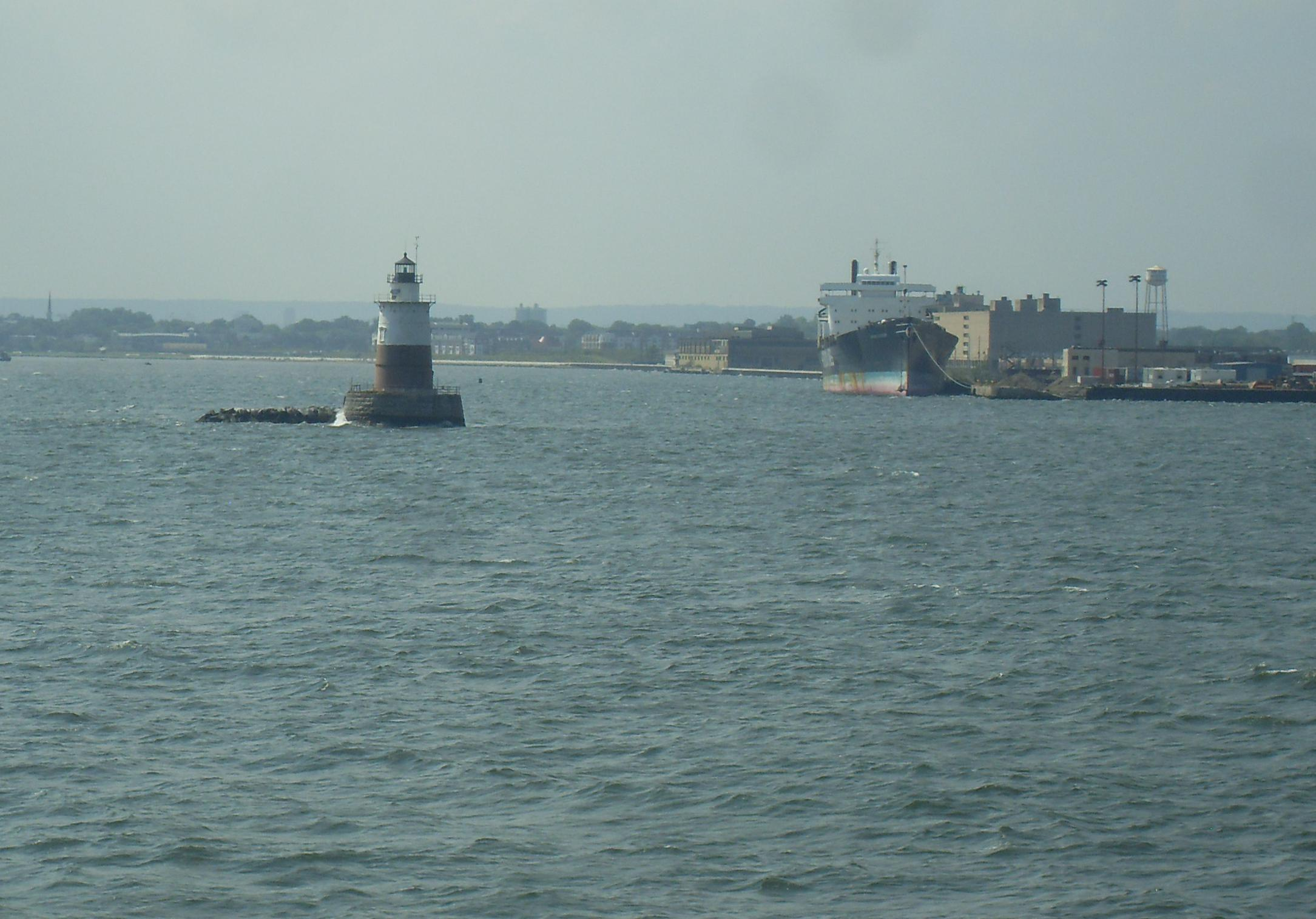
Maják Robbins Reef Light
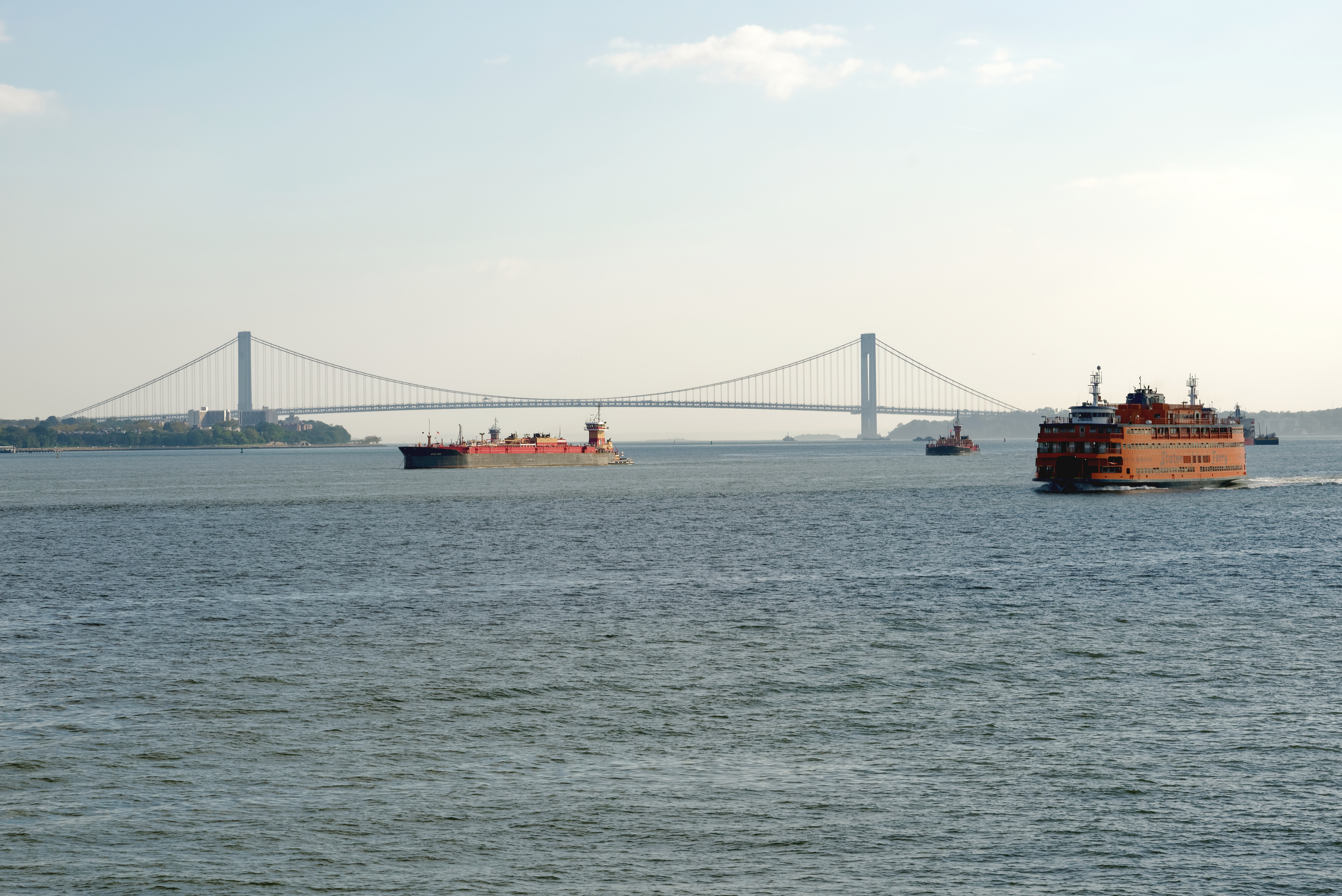
Verrazano-Narrows Bridge